# Abbey Dawn
Abbey Dawn je linija odjeće koju je dizajnirala kanadaska glazbenica Avril Lavigne, prodava se isključivo u robnoj kući "Kohl" u SADu. Kad je bila mlađa Avril je htijela da je njen otac zove Abbey Dawn, i njeni školski prijatelji su je isto ponekad zvali Abbey, pa je tako došla i do imena za liniju. Opisuje liniju kao "tinejđersku životnu marku, i rekla je da odjeća koja je dizajnirala za liniju, da bi to i ona zaista nosila. Također je rekla da bi cijena trebala biti pristupačna obožavateljima jer se kreće od 24 do 48 dolara. 

## Maloprodaja
Abbey Dawn se prodava u robnim kućama: "Kohl" u SADu i "Boathouse" u Kanadi te TK Maxx u Ujedinjenom Kraljevstvu. Abbey Dawn trgovina se otvorila i u Tokiju, Japan.

## Dodaci
Avril je također dizajnirala nakit za liniju, to uključuje ogrlice, narukvice, naušnice koji imaju lubanju, vijke u obliku munje, srca i zvijezda na sebi. Nakiz je najčešće u ružičastoj, crnoj ili ljubičastoj boji. Još je dizajnirala satove, sunčane naočale i remenje.